# Station Grammene
Station Grammene is een voormalig spoorwegstation aan spoorlijn 73 in Grammene, deelgemeente van Deinze. Het station is gesloten en wordt nu als woonhuis gebruikt.

## Aantal instappende reizigers
De grafiek en tabel geven het gemiddeld aantal instappende reizigers weer op een week-, zater- en zondag.
| Tabel: aantal instappende reizigers station Grammene | Tabel: aantal instappende reizigers station Grammene | Tabel: aantal instappende reizigers station Grammene | Tabel: aantal instappende reizigers station Grammene |
|                                                      | Weekdag                                              | Zaterdag                                             | Zondag                                               |
| ---------------------------------------------------- | ---------------------------------------------------- | ---------------------------------------------------- | ---------------------------------------------------- |
| 1977                                                 | 21                                                   | 7                                                    | 5                                                    |
| 1978                                                 | 25                                                   | 2                                                    | 2                                                    |
| 1979                                                 | 22                                                   | 13                                                   | 1                                                    |
| 1980                                                 | 13                                                   | 3                                                    | 4                                                    |
| 1981                                                 | 15                                                   | 0                                                    | 0                                                    |
| 1982                                                 | 11                                                   | 2                                                    | 3                                                    |
| 1983                                                 | 12                                                   | 1                                                    | 1                                                    |

0: Deinze ·
4,5: Grammene ·
6,2: Wontergem ·
8,3: Aarsele ·
15,6: Tielt ·
20,1: Pittem ·
24,0: Ardooie-Koolskamp ·
26,5: Kortekeer ·
31,7: Lichtervelde ·
37,7: Kortemark ·
40,5: Handzame ·
43,7: Zarren ·
47,9: Esen ·
50,4: Diksmuide ·
52,0: Kaaskerke ·
54,8: Oostkerke ·
62,4: Avekapelle ·
65,5: Veurne ·
66,9: Koksijde ·
70,5: De Panne